# Georg Heinrich Eduard von Bredow
Georg Heinrich Eduard von Bredow (* 31. Juli 1810; † 8. Mai 1883 in Hannover) war ein deutscher Gutsbesitzer, Jurist und Schriftsteller.

## Leben
Georg Heinrich Eduard Freiherr von Bredow lebte die meiste Zeit auf seinem Rittergut Wagenitz. Er war Autor einiger Werke, Jurist und Ehrenritter des Johanniter-Ordens. Seine Mutter war Friederike Karoline Sofie Dorothea von Spitael (* 1781 in Ziesar; † 1850 in Berlin). Sein naturkundlich interessierter und als Landwirt tätiger (wegen seines tiefschwarzen Haares als Onkel Moses bezeichneter) Vater Karl Ludwig Friedrich Wilhelm (1777–1845) war 1840 in den erblichen Freiherrenstand erhoben worden und hatte seinen Söhnen eigene Wohnsitze in Wagenitz und Vietznitz errichtet. Als älterer Sohn bezog Georg Freiherr von Bredow den für ihn errichteten Seitenflügel des Herrenhauses Wagenitz.

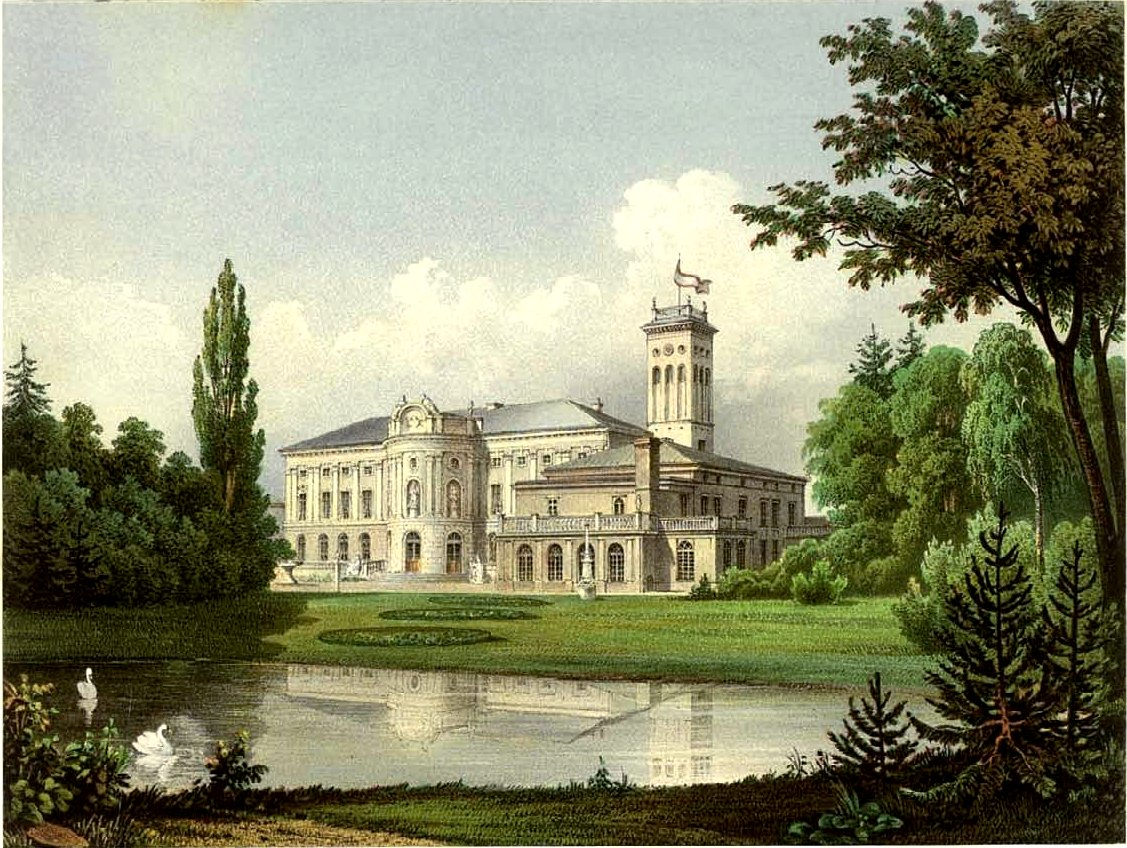
Schloss Wagenitz um 1860, Sammlung Alexander Duncker

 Er baute sodann als damaliger Besitzer in den Jahren 1849 bis 1853 das Gutshaus von Wagenitz aus und veränderte den Charakter der Anlage. Das Herrenhaus wurde zu einem für das Havelland respektablen Schloss umgestaltet, das bis 1945 Bestand hatte.

## Familie
Georg Freiherr von Bredow  vermählte sich am 10. Juli 1836 zu Landin mit seiner Cousine Bertha Sophie Wilhelmine geb. von Bredow (* 31. Juli 1814 in Berlin; † 15. Januar 1890 ebd.), Tochter der Louise Friederike Dorothea Charlotte von Bredow a.d.H. Wagenitz (1790–1850; Vater Georg Ludwig Friedrich von Bredow 1750–1812)  und des Karl Ernst Samuel von Bredow zu Landin (* 1777 Berlin; † 1825 ebd.). Aus dieser Ehe entsprangen drei kinderlos verstorbene Söhne und drei Töchter, darunter:
- Bertha Therese Editha Freiin von Bredow (* 1840); ⚭ Alfred Georg Hans Hermann Graf von Bredow (1836–1895) 
  - Alfred Ferdinand Hasso Georg Graf von Bredow (* 1860)
  - Friedrich Karl Edgar Graf von Bredow (* 1863); ⚭ Maria Louise Freiin Schilling von Cannstatt (* 1868)
    - Joachim Alfred Friedrich Leopold Graf von Bredow (* 30. März 1893 in Karlsruhe; † Januar 1945 in Lentschütz), Kammergerichtsreferendar, zwei Ehen mit drei Nachkommen[3]

## Schriften (Auswahl)
- Heinrich von Braunschweig. Drama in fünf Aufzügen, Leipzig (Brockhaus) 1842
- Der Goldschmied, 3 Bände, 1887
- Junker Hans Achim von Kerkow, 3 Bände, 1902